# 존 릴리 (작가)

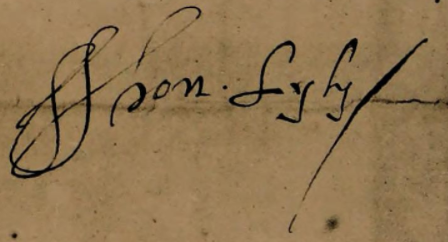

존 릴리(John Lyly, 1553년 또는 1554년 ~ 1606년 11월)은 영국의 극작가다.
옥스퍼드 대학 출신으로. 소설 <유퓌즈>(1578)로 문단에 데뷔한 이후에는 소위 '유퓌즘'의 화려한 문체를 특색으로 하는 산문희극 7편과 운문극(韻文劇) 1편을 창작하였다. 일상생활을 다룬 사실적인 <봄비 어머니>를 제외하고는 모두 고대 신화·전설에서 취재한 시적 환상의 세계, 낭만적인 분위기를 기조로 하면서 <알렉산더와 캠퍼스피> <사포와 파오>(1584), <엔디미온>처럼 엘리자베스 1세 여왕 찬미를 뜻한 우의적(友誼的)인 궁정희극, 에스파냐왕 펠리페 2세에 대한 풍자를 깃들인 <마이다스>(1588-90), 서정으로 가득찬 목가극풍의 <갈라디아>(1588) 등 다채로운 작품이 있다. 이러한 희곡은 변장의 기교나 우아한 대화, 세련된 말에 의한 산문의 매력 등으로 당시 운문이 전성했던 극계에 신선미를 가져다 주는 동시에 사실주의·고전주의·낭만주의를 하나로 융합시킨 독특한 희극을 확립하고 있다.

## 개요
1578년에 출간된 그의 첫 산문인 ＜유피우스: 기지의 해부＞와 2년 뒤에 발표한 ＜유피우스와 영국＞으로 가장 잘 알려진 작가다. 우아하고 화려한 산문체로 유명하다. 유피이즘은 바로 직접적이지 않고 장식적인 그의 문체에서 온 말이다. 옥스퍼드 재학 시절에 “발군의 기지(a noted wit)”를 가진 학생으로 알려졌고, 졸업 후에는 옥스퍼드 백작(Earl of Oxford)으로 알려진 에드워드 드 베르(Edward de Vere)의 개인 비서로 일했다. 이후 옥스퍼드 백작은 릴리의 가장 강력한 후원자로 남는다. 릴리가 쓴 희곡 작품들은 대부분 “폴의 아이들(Children of Paul’s)”이라는 아동 극단에 의해, 당시 절대군주였던 엘리자베스 1세가 보는 앞에서 공연되었다. 릴리는 의회(parliament)의 일원으로 활동하기도 했으나 끝내 여왕의 궁정에서 눈에 띄는 직책을 얻지 못한 것으로 보인다. 그는 여왕에게 두 번의 탄원서를 썼는데 10여 년간 여왕을 위해 충성을 다했으나 별다른 보상을 얻지 못한 것을 하소연하는 내용이었다. 결국 그는 여왕이 죽은 지 3년 뒤인 1606년에 가난한 무명 인사로 죽어 런던에 있는 성 바돌로매(St. Bartholomew-the-less) 성당에 안치되었다.